# 近世の魔女裁判
ヨーロッパにおける近世の魔女裁判（きんせいのまじょさいばん）は、サタニズムの魔女がキリスト教世界に大きな脅威を与えると考えられたことに起因する、16世紀から18世紀にかけて広く発生したモラル・パニックだった。魔女術の被告発者は悪魔の崇拝者であり、サバトと呼ばれる会合で邪悪な魔術を行っていると考えられた。
魔女裁判でに推定4万～6万人が処刑された。これらの裁判の中で最も有名なものは、スコットランドのノース・ベリック魔女裁判、スウェーデンのトーシュオーケル魔女裁判、アメリカのセイラム魔女裁判である。トリーア魔女裁判、フルダ魔女裁判、ヴュルツブルク魔女裁判、バンベルク魔女裁判が最も被害が大きく、最も深刻だった。
魔女狩りの社会学的原因は長く議論されてきた。主流の歴史学者は、宗教的、社会的、経済的、気候的要因の他に、宗教改革後のセクト主義を含む近世の様々な要因が複雑に関係し合ったことが、魔女裁判に繋がったと考えている。